# Buskkråka
Buskkråka (Zavattariornis stresemanni) är en säregen starkt hotad fågel i familjen kråkfåglar som är endemisk för Etiopien.

## Utseende och läten
Buskkråka är en liten (30 cm) starliknande kråkfågel med ljusgrått på huvud och kropp samt svarta vingar och stjärt. Runt ögat syns blå bar hud. Lätena består av hårda, raspiga och tjattriga ljud.

## Utbredning och systematik
Buskkråka förekommer enbart i södra Etiopien (Sidamo-provincen). Den placeras som enda art i släktet Zavattariornis och behandlas som monotypisk, det vill säga att den inte delas in i några underarter.

## Status
Arten har ett litet utbredningsområde och troddes minska mycket kraftigt till följd av förändringar av dess levnadsmiljö. Trots att senare studier visar att populationen trots allt verkar stabil bedöms den vara starkt hotad av internationella naturvårdsunionen IUCN på grund av hot från klimatförändringar. Världspopulationen uppskattas till mellan 10.000 och 20.000 vuxna individer.

## Namn
Fågelns vetenskapliga artnamn hedrar Erwin Friedrich Theodor Stresemann (1889-1972), tysk ornitolog, upptäcktsresande och samlare av specimen. Tidigare kallades den Stresemanns buskkråka även på svenska, men justerades 2023 till ett enklare namn av BirdLife Sveriges taxonomikommitté. Släktesnamnet hedrar Edoardo Zavattari (1883-1972), italiensk zoolog och upptäcktsresande.